# Густавіанська епоха
Історія Швеції з 1772 по 1809 більш відома як Густавіанська епоха (швед. Gustavianska tiden) королів Густава III і Густава IV, а також правління короля Карла XIII.

## Густав III

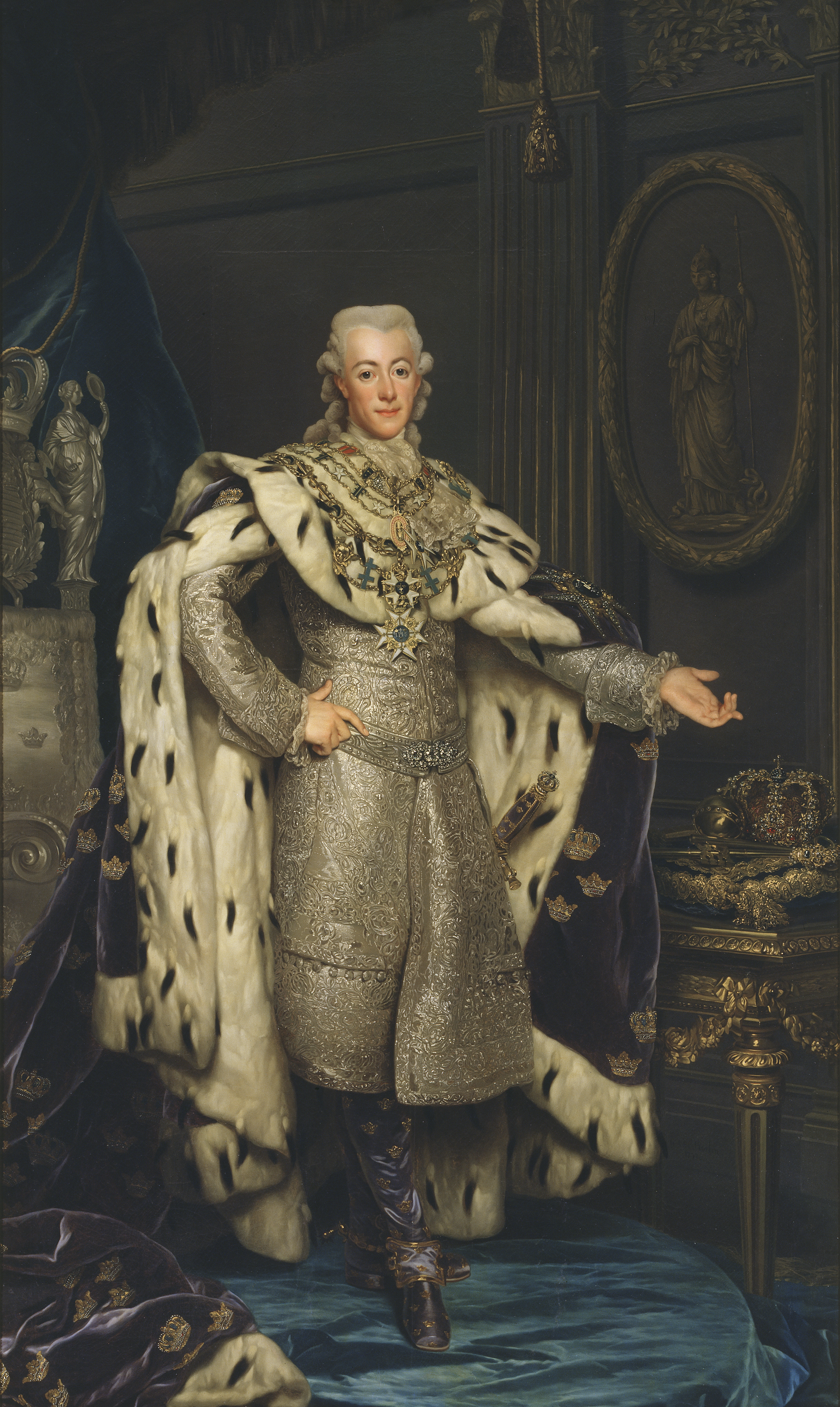
Король Густав III

Адольф Фредерік, король Швеції помер 12 лютого 1771. наступні вибори призвели до часткової перемоги партії «ковпаків», особливо серед нижчого рівня; але в стані селянства більшість «ковпаків» була лише номінальною, тоді як маса дворянства була взагалі проти них. Однак нічого не можна було зробити до повернення нового короля, Густава III з Парижа.

### Коронаційна присяга
Нова коронаційна присяга містила три революційні пункти:
1. Перший мав на меті зробити неможливим зречення в майбутньому шляхом зобов’язання короля безперервно царювати.
2. Другий зобов’язував його підкорятися не рішенням усіх станів разом, як раніше, а рішенням лише більшості, щоб дати можливість керувати фактично домінуючим нижчим станам (у яких існувала значна більшість "ковпаків") без знаті.
3. Третій пункт вимагав від нього у всіх випадках просування по службі керуватися не «принципово», як раніше, а «виключно» за заслугами.

Весь 1771 стани сперечалися через статті. Спроба короля стати посередником провалилася через підозри стану міщан, і 24 лютого 1772 дворянство поступилося.

### Конституція
Нешляхетна більшість «ковпаків» тепер продовжила атаку на Таємну раду. Riksrådet, останній оплот «капелюхів», і 25 квітня того ж року йому вдалося витіснити їх. Це було вперше, коли Густав почав розглядати можливість революції.
Нова конституція від 20 серпня 1772, яку Густав III нав’язав Риксдагу станів, перетворила слабку та роз’єднану республіку на сильну, але обмежену монархію. Стани могли збиратися лише на його виклик; він міг звільнити їх, коли вважав за потрібне; і їхні обговорення повинні були обмежуватися виключно пропозиціями, які він виклав перед ними. Але ці широкі повноваження були піддані серйозним обмеженням. Таким чином, без попередньої згоди станів не можна було вводити новий закон, скасовувати старі закони, розпочинати наступальну війну, стягувати надзвичайні військові субсидії. Тільки стани могли оподатковувати себе; вони мали абсолютний контроль над Riksbank – Банком Швеції, і право контролювати національні витрати.
У Швеції зміна була найбільш популярною. Але перший Риксдаг Густава, 1778, відкрив депутатам очі на той факт, що їхня політична перевага відійшла. Король тепер був їхнім суверенним володарем; і, незважаючи на всю його ввічливість і лагідність, ревнощі, з якими він охороняв, і енергійність, з якою він нав’язував свою прерогативу, ясно свідчили про те, що він мав намір залишатися таким. Але справжня біда почалася лише через вісім років. Риксдаг 1778 був покірливим; Риксдаг 1786 був заколотним. Воно повністю відкидало майже всі королівські заходи або змінювало їх настільки, що Густав сам їх скасував. Коли він звільнив стани, у тронній промові не було жодних перспектив їх швидкого скасування.
Тим не менш, протягом трьох років король був змушений скликати ще один Риксдаг, який зібрався в Стокгольмі 26 січня 1789. Його спроба в цей період правити без парламенту була катастрофічною. Лише через порушення власної конституції він зміг оголосити війну проти Росії у квітні 1788; змова Аньяла (липень) паралізувала всі військові дії на самому початку кампанії; і раптове вторгнення данців у його західні провінції, майже одночасно (у вересні), здавалося, привело його на межу загибелі. Але під час цієї кризи контраст між його самовідданим патріотизмом і зрадою русофільської аристократії був настільки разючим, що, коли Риксдаг зібрався, Густав виявив, що три нижчі стани були ультрароялістськими, і з їхньою допомогою він досяг успіху, не без великого ризику, придушивши опозицію дворянства шляхом другого державного перевороту 16 лютого 1789 та ухваливши знаменитий Акт про союз і безпеку, який давав королю абсолютно розв’язану руку щодо зовнішніх справ і командування армією, і унеможливив подальшу зраду. Дворянство йому цього ніколи не пробачило.

### Зовнішня політика
За кордоном шведська революція справила великий резонанс. Катерина II уклала таємний союз з Данією, в якому шведська революція була описана як «акт насильства», що виправдовувало обидві держави скористатися першою сприятливою нагодою для втручання з метою відновлення шведської конституції 1720.
Невідомо лідерам союзу, Густав відновив шведський альянс із Францією та отримав урочисті запевнення про допомогу від Людовика XV, якщо Густав відновить монархічне правління у Швеції. Крім того, Франція погодилася виплачувати свої непогашені субсидії Швеції в розмірі 1,5 мільйона ліврів щорічно, починаючи з січня 1772. Більше того, Шарля Грав’є, графа де Верженна, мали відправити до Стокгольма, щоб обійти плани Росії так само, як він це зробив раніше у Високій Порті в Константинополі.

## Густав IV

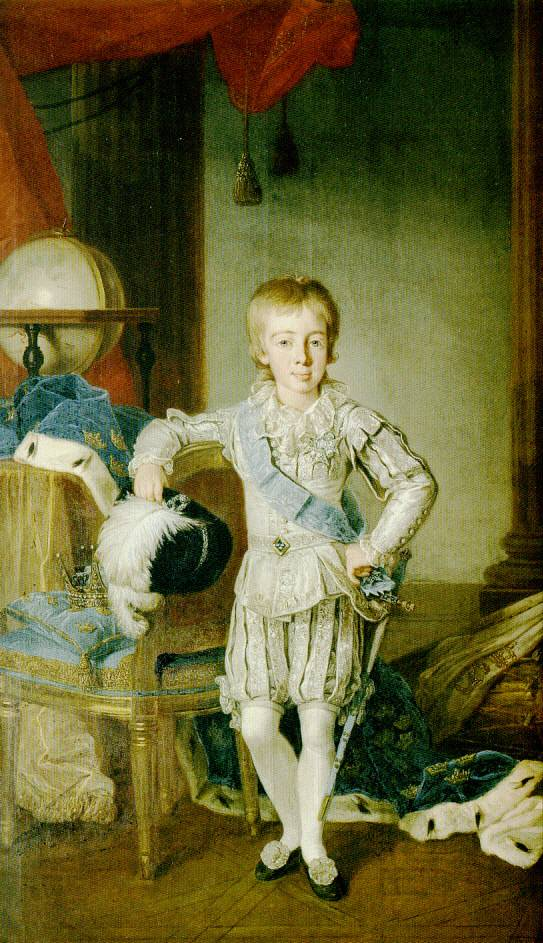
Густав IV у віці 7 років

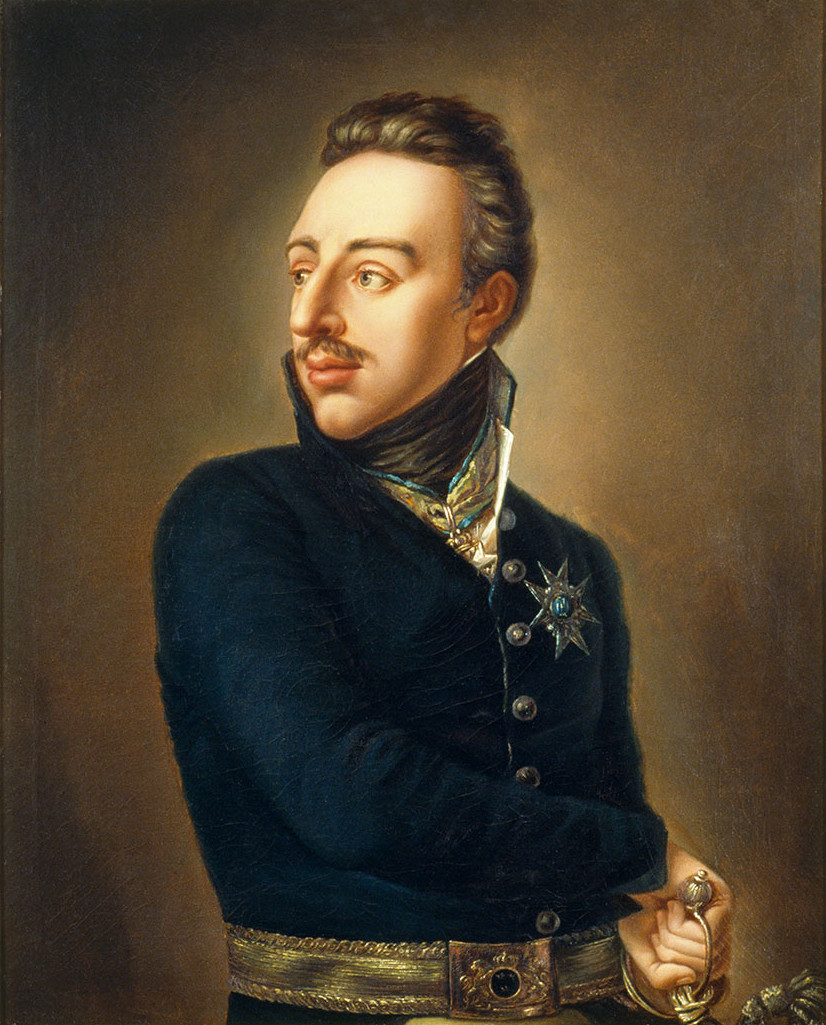
Густав IV у віці 19 років

### Рейтергольм
Новий король Густав IV, ще неповнолітній, виховувався серед якобінців. Під час неповноліття короля Густав Рейтергольм фактично правив Швецією. Після страти короля Франції Людовика XVI 21 січня 1793 Швеція визнала нову Французьку республіку, а в травні того ж року почалися таємні переговори про укладення договору про союз до протестів Катерини II, підтриманої всіма іншими європейськими державами, зрештою спонукав Швецію призупинити їх.
Переговори з французькими якобінцями загострили ненависть, яку прихильники Густава відчували до якобінських радників Карла, герцога-регента, пізніше Карла XIII. Вони створили змову, щоб повалити уряд на чолі з Ґуставом Моріцом Армфельтом, який мав підтримувати російський флот і повстання далекарлійців. Змова була розкрита й рішуче придушена.

### Зближення
У ході революційних війн відбулося зближення скандинавських королівств. Таким чином, 27 березня 1794 між Данією та Швецією було укладено договір про нейтралітет; і їхні об’єднані ескадри патрулювали Північне море, щоб захистити своїх купців від британських крейсерів. Французька республіка була офіційно визнана шведським урядом 23 квітня 1795. Натомість Швеція отримала субсидію, і 14 вересня 1795 між двома державами було підписано договір. Але спроба відновити дружбу з Росією, яка розірвала дипломатичні відносини зі Швецією була зірвана через відмову короля прийняти нареченою російську велику княгиню Олександру, яку надав Рейтергольм. Це була остання офіційна дія Рейтергольма. 1 листопада 1796 Густав IV у віці 18 років взяв уряд у свої руки.

### Густавіанський уряд
Уряд шведського короля Густава IV був майже чистою автократією. На його першому риксдазі, який відбувся в Норрчепінгу в березні 1800, дворянство було змушене ратифікувати Акт про союз і безпеку Густава III.
Помітна зміна відбулася у зовнішній політиці Швеції в грудні 1800, коли Данія, Швеція та Росія приєдналися до другого союзу збройного нейтралітету, спрямованої проти Великої Британії. До цього часу Швеція трималася осторонь континентальних ускладнень, але арешт і страта герцога Енгіенського в 1804 надихнули Густава IV такою ненавистю до Наполеона, що коли була сформована загальна коаліція проти французького імператора, він одним із перших приєднався до неї це (3 грудня 1804), пообіцявши надіслати армійський корпус для співпраці з англійцями та росіянами у вигнанні ворога з Нідерландів і Ганновера. Але його сварка з королем Пруссії Фрідріхом Вільгельмом III затримала його в Померанії, і коли нарешті в грудні 1805 він повів свої 6000 чоловік до району Ельби, третя коаліція вже була розсіяна перемогами під Ульмом і Аустерліцом.
У 1806 розрив відносин між Швецією і Пруссією вдалося запобігти лише нападу Наполеона на останню державу. Після Єни Наполеон намагався завоювати Швецію, але Густав відкидав будь-які спроби. Результатом стала повна втрата шведської Померанії, а шведську армію врятувала від знищення лише винахідливість Юхана Крістофера Толля. У Тільзіті імператор Олександр I зобов’язався змусити «географічного ворога Росії», як називав Наполеон Швецію, приєднатися до новоствореної «континентальної російської системи». Густав IV відхилив усі пропозиції Олександра закрити Балтику від англійців, але не вжив жодних заходів для захисту Фінляндії від Росії. 21 лютого 1808 російська армія перетнула фінський кордон. 2 квітня король наказав стягнути 30 000 чоловік.

## Карл XIII

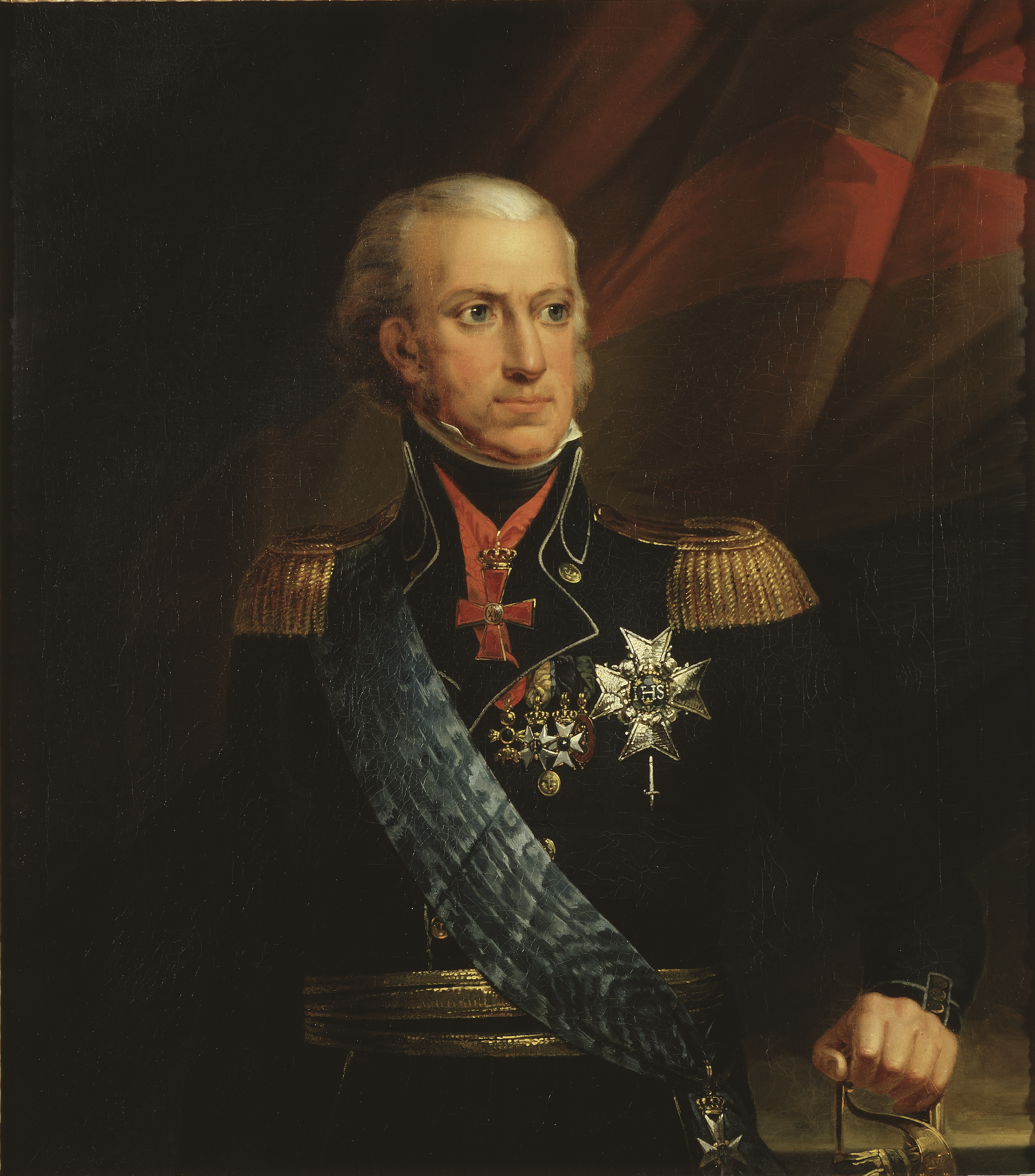
Карл XIII

Безпосереднім наслідком російського вторгнення стало усунення Густава IV Адольфа внаслідок державного перевороту 1809 13 березня 1809 та усунення всієї його родини від престолонаслідування. 5 червня 1809 герцог-регент був проголошений королем під титулом Карла XIII після прийняття нової ліберальної конституції, яка того ж дня була ратифікована Риксдагом станів. У Фредріксгамні були розпочаті мирні переговори, але війна тривала. Поразки в битві при Севарі та битві при Ратані 19 і 20 серпня 1809 зламали дух шведської армії; мир був досягнутий шляхом капітуляції всієї Фінляндії, Аландських островів, «форпостів Стокгольма», як їх описав Наполеон, і Вестерботтена і Лапландії аж до річок Торнео і Муоніо за договором у Фредріксгамні 17 Вересень 1809.